# 法拉盛

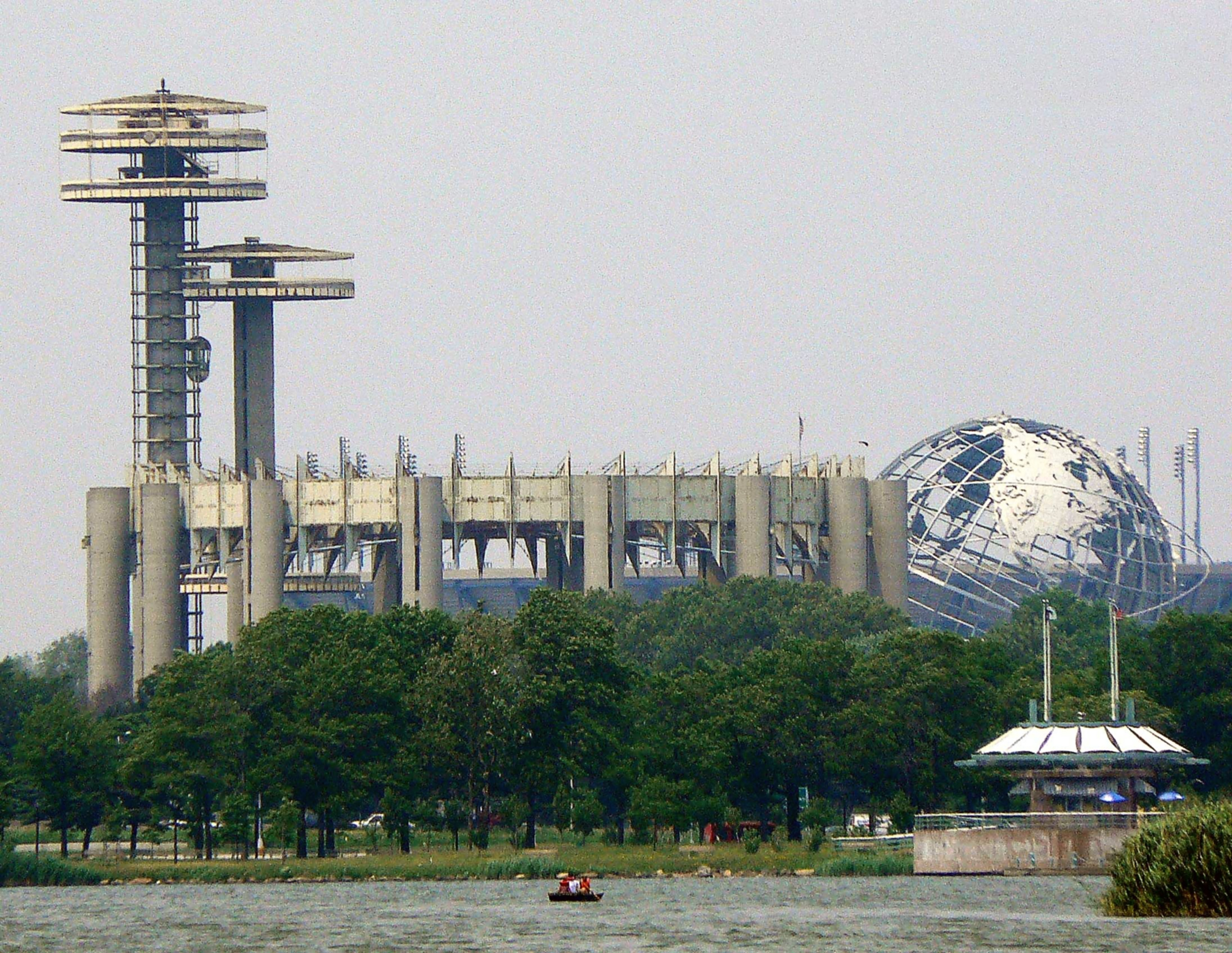
法拉盛草原可乐娜公园。

法拉盛是美國紐約皇后區境內的一個地區。虽然大部分区域是居民区，以缅街北部为中心的法拉盛下城则是个大型商贸和零售区域，是纽约城第四大中心商务区。
法拉盛的多样性体现在各色种族居民，包括亚裔、拉美裔、中东裔、欧洲裔和非裔等。该地是纽约第五选举区，覆盖皇后区整个东北岸，延伸至临近的拿骚县。法拉盛有5个铁路站点，包括长岛铁路华盛顿港线及纽约地铁IRT法拉盛线（纽约地铁7号线），后者终点站为缅街。缅街和罗斯福大道交汇处在纽约市最繁忙交通口上位列第三，紧随时报广场和先驱广场之后。
法拉盛属于皇后社区第七委员会及皇后区广义法拉盛区域。法拉盛“社区”西至可乐娜公园、东贯凯辛娜大道、南达长岛高速、北及威利斯角大道。
法拉盛邮局中心邮编以113开头。

## 歷史

### 史前
在欧洲人移民美国之前，皇后区北部居住着阿尔冈昆诸语系的“Matinecoc”部落印第安人。

### 荷兰殖民地

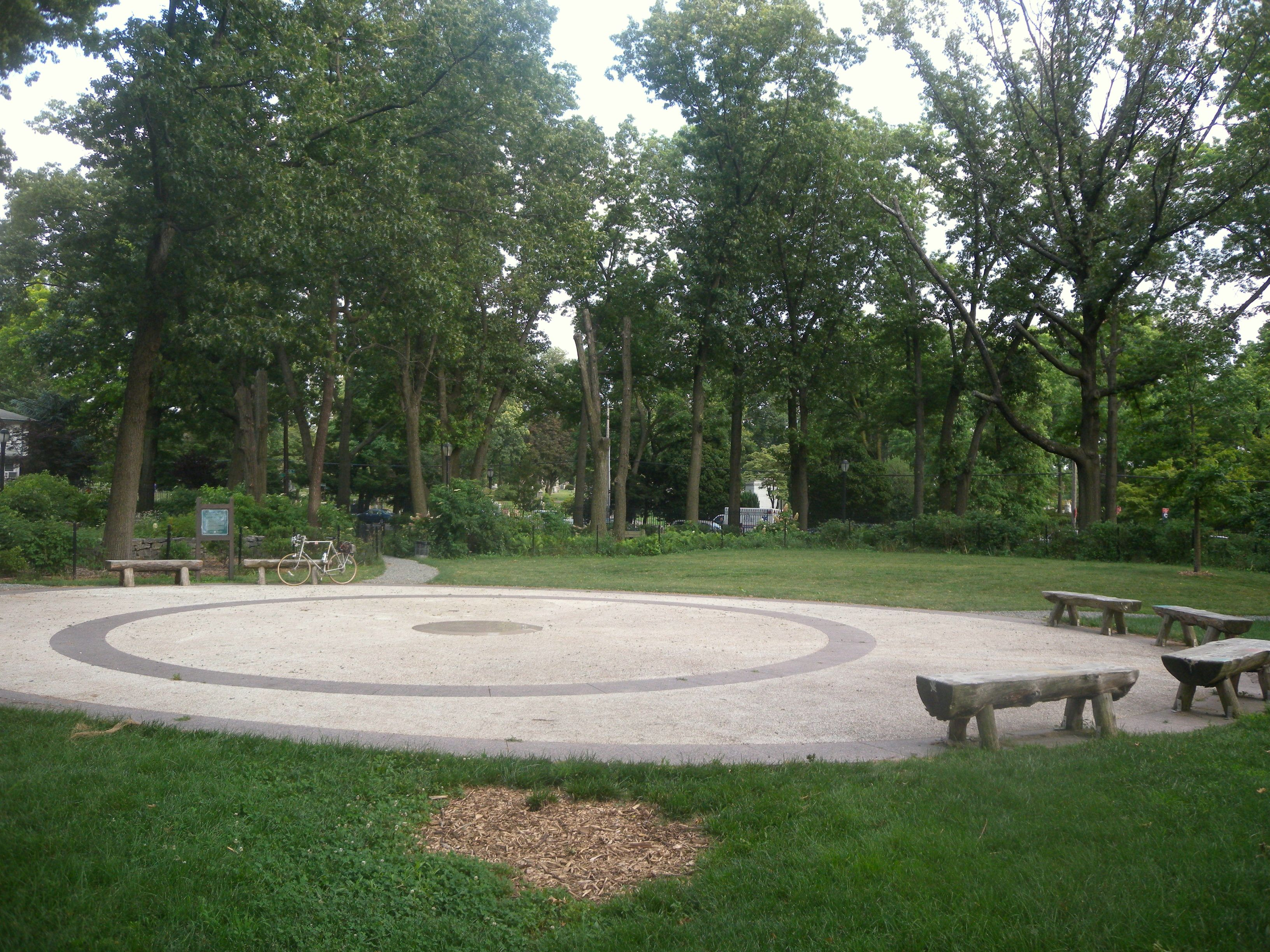
法拉盛17及18世纪老墓地，现为公园

法拉盛這個名稱來自於十七世纪荷蘭殖民者。纽约地区当时名称为新阿姆斯特丹是荷蘭的殖民地。原始的法拉盛村是在1645年在荷兰西印度公司管辖下建立的。該名稱源自荷蘭西南方的一個名為夫利辛亨的城市。当时，夫利辛亨市是荷兰西印度公司的主要港口。
据说夫利辛亨的意思是“盐草原”，而且很适合形容当时法拉盛湾的潮水。现在法拉盛的拼写“Flushing”是夫利辛亨（Vlissingen）的英语譯音。
当时，村里主要的居民是英国移民，包括法拉盛著名历史人物“江邦”（约翰·邦恩），他后来领导了反对虐待贵格会的运动。那时的彼得·史岱文森领导的荷兰殖民政府不允许贵格会公开做礼拜。即使到現在，仍然可以在紐約市的法拉盛區找到昔日贵格会人士的蹤跡，例如位於邦恩街（Bowne Street）上江邦的住宅（John Bowne House）、邦恩街社區教堂（Bowne Street Community Church）、以及北方大道上的法拉盛贵格会会堂（Flushing Quaker Meeting House）。于此宗教运动而诞生的是美國權利法案宗教自由法案的前身《法拉盛抗議書》，在1657年12月27日於法拉盛簽署。此运动最后迫使管辖法拉盛的荷兰西印度公司允许居民宗教自由。

### 英国殖民地

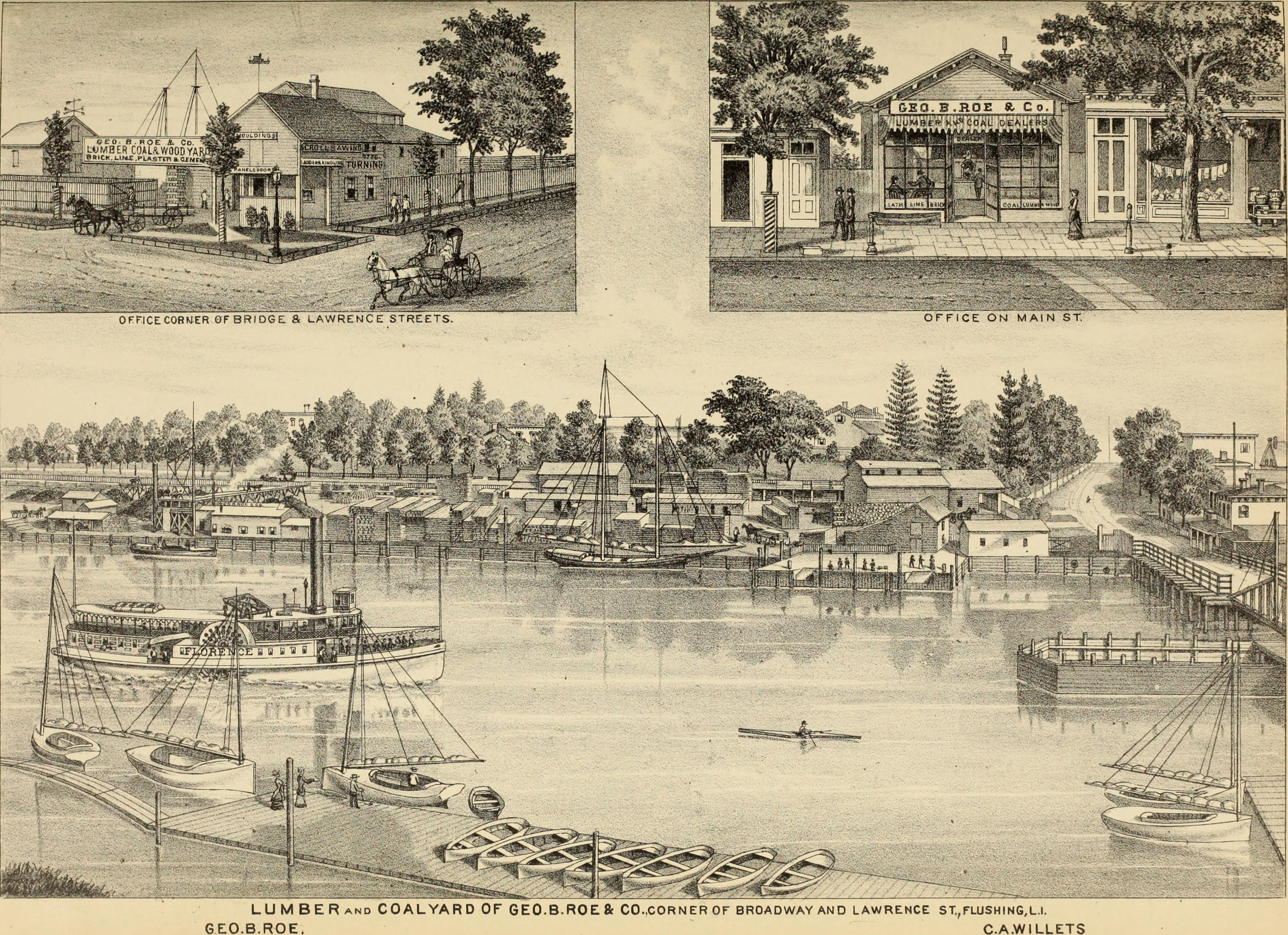
法拉盛，1882年

1664年，英国控制了新阿姆斯特丹，驱逐了荷兰人，改名为英属纽约省。1683年，当皇后郡成立时，“法拉盛镇”是最初的五个郡之一。许多提及法拉盛的历史都是指这个镇，西至牛顿（现法拉盛河）、南至牙买加、东至亨普斯特德（现拿骚郡线）。1898年，当皇后成为纽约一个行政区时城镇撤销，今天的“法拉盛”指的区域更小，如当时是的法拉盛村。
北美的第一批商业苗圃就是起源于法拉盛地区。最大的三个苗圃为Prince、Bloodgood和Parsons苗圃，其中两个被现在路名而纪念。凯辛娜公园（Kissena Park）北部是当时Parsons苗圃的所在地，至今公园里还有很多不同种类的异国树木。凯辛娜大道（Kissena Boulevard）上的许多交叉路是由当时苗圃里的树名而来：Ash（梣）、Beech（山毛榉）、Cherry（桃）、Poplar（杨）、Quince（榲桲）、Rose（蔷薇）等等。曼哈顿建立中央公园时，许多树就是从法拉盛的苗圃而移植。
在美国独立战争时期，法拉盛和大多数皇后郡县倾向不列颠，驻扎帝国军队。苏格兰高地的一个营驻扎于此。在长岛会战时，大陆军官内森·黑尔靠近法拉盛湾，可能是要搜集情报，不幸被捕，处以绞刑。
1785年，富有的贵格会商人的住宅“金士兰庄园”（Kingsland Homestead）现代变成了皇后区历史协会。

### 十九世纪

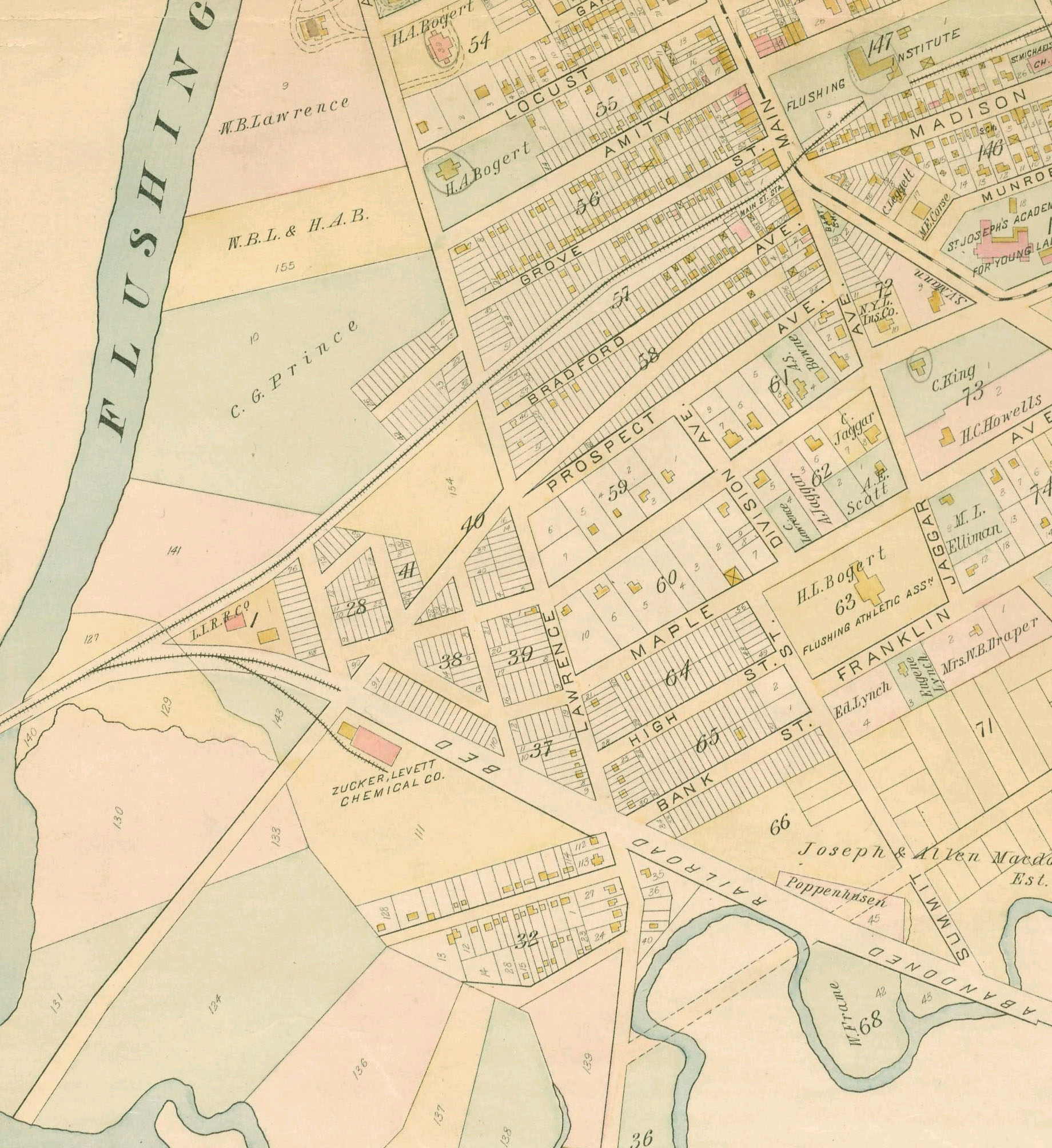
1891年的法拉盛城区地图

在十九世纪，纽约城人口经济持续增长。由于临近曼哈顿，法拉盛成为时尚的居民区。1837年4月15日，法拉盛村成为法拉盛镇。官方印章依然是“法拉盛村”，点缀没有说明文字的花印，没有使用过其它标志或旗帜。在十九世纪六十年代，皇后郡有30,429名居民。法拉盛扩张将两个新村子纳入进来：1867年大学点，1868年白石。1898年，不情愿的法拉盛镇（及皇后郡其它两镇）被纳入纽约城，成立新的皇后区。新皇后区内所有乡镇全部取消。地方农场继续分化发展，将法拉盛建设成人口稠密的行政区。

### 20世纪至今
法拉盛河上持续搭桥以及道路发展使得法拉盛车水马龙。1909年，东河上建成的皇后大桥（即59街大桥）将皇后区与曼哈顿中城接通起来。
1910年长岛铁路通车，1928年 纽约地铁IRT法拉盛线（7号线）通车，联通皇后区和曼哈顿，将法拉盛转变为通勤郊区和商业中心。由于交通繁忙，通过法拉盛的一条大道被拓宽，更名为北方大道。
法拉盛也是好莱坞的先驱之一。北方大道与缅街交叉口的雷电华剧院（RKO Keith's Theater）是十九世纪初至中期美国著名的杂耍剧剧院，曾经有著名演员米基·鲁尼、马克斯兄弟和鲍勃·霍普出场。1990年代初期，此剧院被开发商拆毁。由于已被政府标为古迹，开发商被起诉，开发终止。至今此古迹像抛弃建筑。

### 亚裔社区
二十世纪七十年代，亚裔社区开始涉足法拉盛，当时主要人口为非拉美裔白人及少数日本人社区。这波台湾移民到来并建立法拉盛华埠，即“小台北”或“小台湾”。与此同时，大量韩国人也移入該區域。

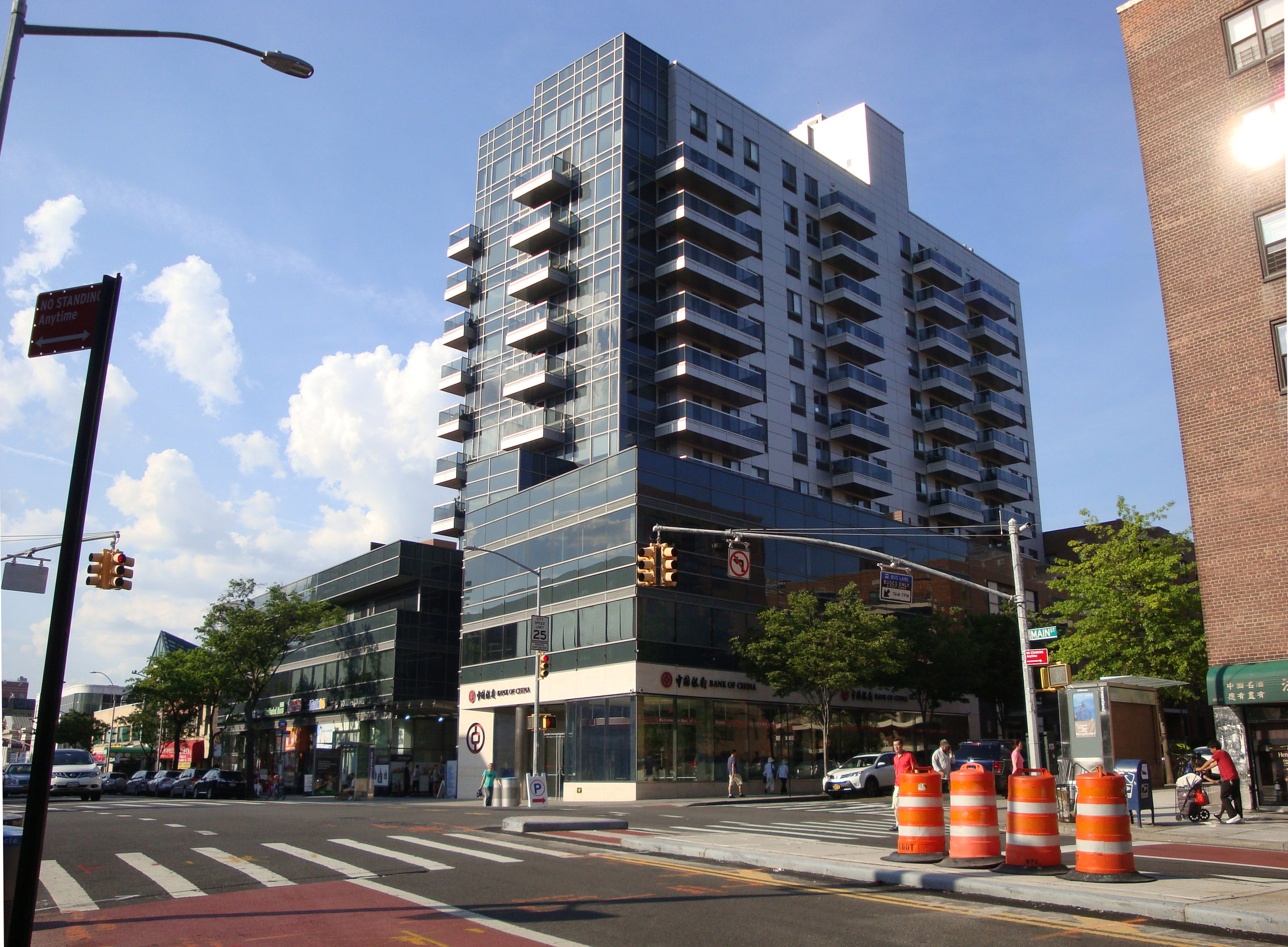
法拉盛缅街中国银行

在七十年代前，纽约城华裔移民主要是广东人。台湾移民是第一波说官話的华裔移民。由于曼哈顿华埠主要是广东话的工人阶级移民，住房条件不佳，这些有社会经济地位的台湾移民不习惯，转而选择了法拉盛。随着台湾移民人口增加，法拉盛华埠也有了生活水準和住房条件。
之后，更多中国广东以外的人来到纽约。这导致“国语华埠”或“国语城”出现，逐渐替代“小台北”。这些新移民说国语和其它方言，之后几十年间，法拉盛华裔人口更加多样化，不同省份的人蜂拥，进入华埠。
法拉盛华埠旁边的韩国街也如雨后春笋般蓬勃發展。韩国街开始从法拉盛出发，沿北方大道向东蔓延至拿骚县。

## 人口
据2010年美国人口普查数据，法拉盛人口为72,008，相比2000的69,362多了2,646人（3.8%）。占地853.06英畝（345.22公頃），法拉盛人口密度为84.4名居民每英畝（54,000名居民每平方英里；20,900名居民每平方）。
种族为白人9.5% （6,831）、非裔4.2% （3,016）、原住民0.1% （74）、亚裔69.2% （49,830）、太平洋群岛0.1% （59）、拉美裔14.9% （10,723）、其它族裔0.2% （172）、两种及以上1.8% （1,303）。

## 成分

### 华裔社区
法拉盛華埠、國語埠或法拉盛唐人街是亚洲以外最大的、成长最快的华人聚居区。
缅街以西，特别是沿罗斯福大道，成为法拉盛华埠的主干。不过，华埠继续向东南沿凯辛娜大道，向北越过北方大道发展。在七十年代，台湾华裔社区开始在法拉盛立足时，居民主要为非拉美裔白人。到1990年，亚裔已经占核心区域的41%，华裔则占亚裔的41%。华裔继续占据亚裔人口的绝大多数。1986年，法拉盛华商会估计尽在此地就有约60,000华人。中国大陆大量合法及非法移民涌进，导致法拉盛及整个纽约华埠华裔人口暴增。

#### 华裔人口
缅街和罗斯福大道交汇处是法拉盛商业中心地段，行政区最西段是华裔和韩裔商业黄金地段，包括亚裔餐馆。华人商铺沿缅街及向西路段铺开。许多广告招牌都是华语书写。华裔在亚裔人口及整个法拉盛人口都占据主流。由此，法拉盛成为亚洲以外第二大唐人街。自九一一袭击事件的破坏后，住在曼哈顿的华人纷纷迁到法拉盛，所以其规模己超越曼哈顿华埠。
据《纽约每日新闻》，法拉盛华埠华裔从17,363人暴增93%至33,526人，成为纽约市第二大华裔社区。布鲁克林華埠从2000年的19,963人暴增71%至34,218人，成为纽约市第一大华裔社区。曼哈顿华埠则从2000年的34,554人减至28,681人，流失17%，排名第三。同时从2003年起，法拉盛的中国东北移民数量开始逐渐增长。

#### 文化

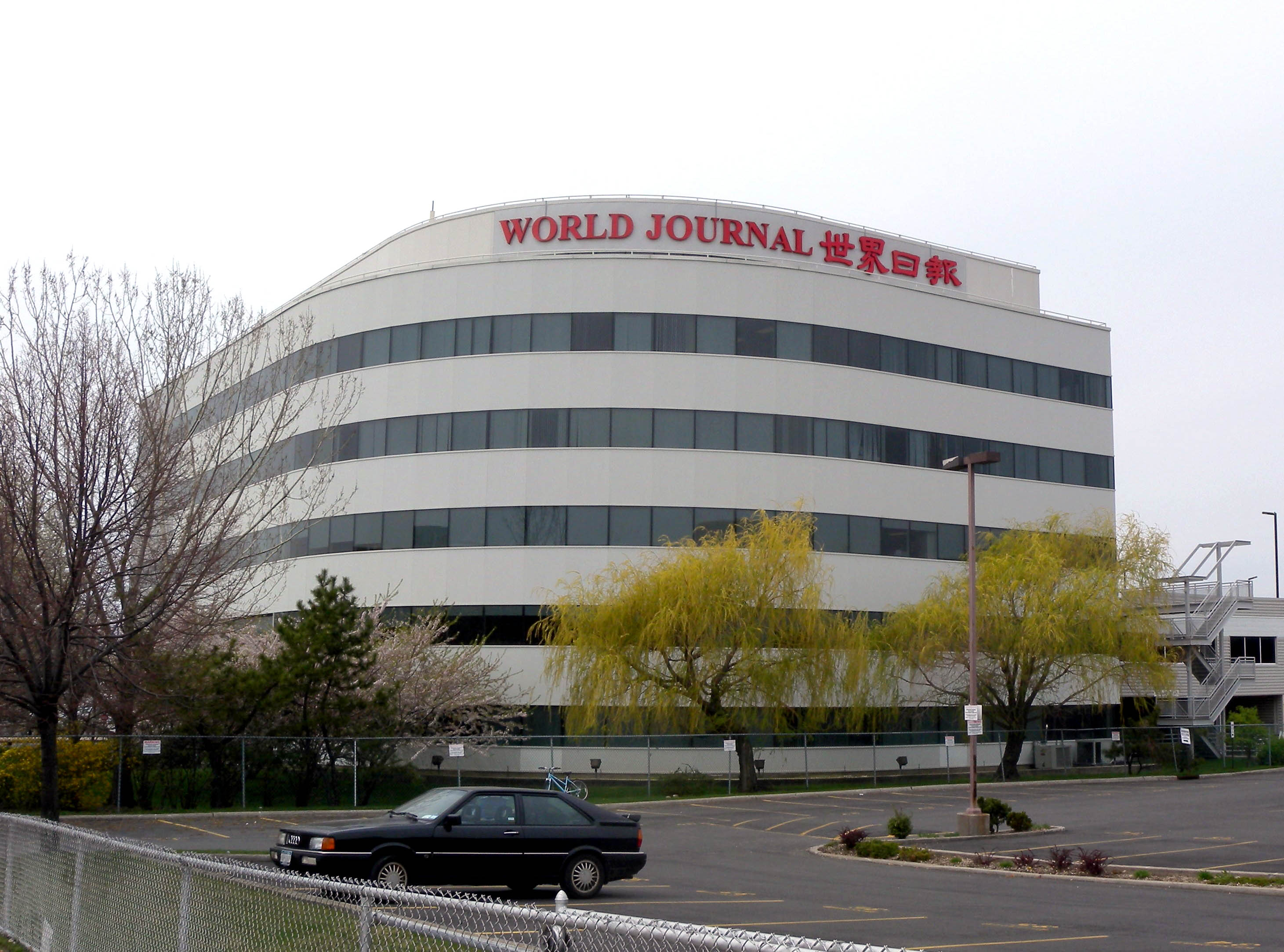
《世界日报》是海外最大的中文报纸之一，总部临近皇后区白石，在法拉盛亦有办公室。

现在，法拉盛与曼哈顿华埠并肩成为中华文化中心，亦称“中华曼哈顿”。春节游行成为每年庆典。许多大型中式超市林立，出售各类独具特色的中式佳肴，其中最大的包括香港超市和纽约超市，两者也是发展最快的华裔连锁超市。法拉盛成为亚洲以外中华文化中心是由于汇聚了中国各地特色的缘故。
《世界日报》是海外最大的华语报纸，总部设在临近的皇后区白石，在法拉盛亦有办公室。各类华语、英语刊物也在法拉盛有售。
法拉盛各色中国菜无处不在，包括上海菜、湘菜、川菜、粤菜、闽菜、新疆菜、浙菜和朝鲜菜等。甚至相对少见的东北菜和蒙古菜也现身街头。
官話（包括东北官话）、閩東語福州话、闽南语、吴语（温州话、上海话、苏州话、杭州话）、粵語（台山话、广州话）和英语都能在法拉盛听到，甚至现在出现了蒙古语。自九一一袭击事件的破坏后，住在曼哈顿的华人纷纷迁到法拉盛，所以其规模己超越曼哈顿华埠。《纽约时报》称如今法拉盛已经与曼哈顿华埠分庭抗衡，成为纽约华语政治经贸中心。
在快速发展的同时，法拉盛出现了富有竞争性的教育行业以及意图教育社区的非营利组织。一些组织以国语提供教育，另一些提供计算机和技术培训，还有一些则为准备升入高校的考生提供英语数理等补习班。
最近，帮助新移民的各种社会服务出现在法拉盛。

#### 唐人街卫星城
皇后区另一个行政区是大道旁的艾姆赫斯特唐人街，也是一个大型的、快速发展的华裔社区，成为法拉盛的卫星唐人街。最开始是81街和Cornish路之间的小片中华商店，现在成为皇后区第二大唐人街，开始向45街和Whitney街发展。
第三大唐人街雏形现也出现在皇后区，位于法拉盛和艾姆赫斯特之间，在可乐娜一带。

### 韩裔社区

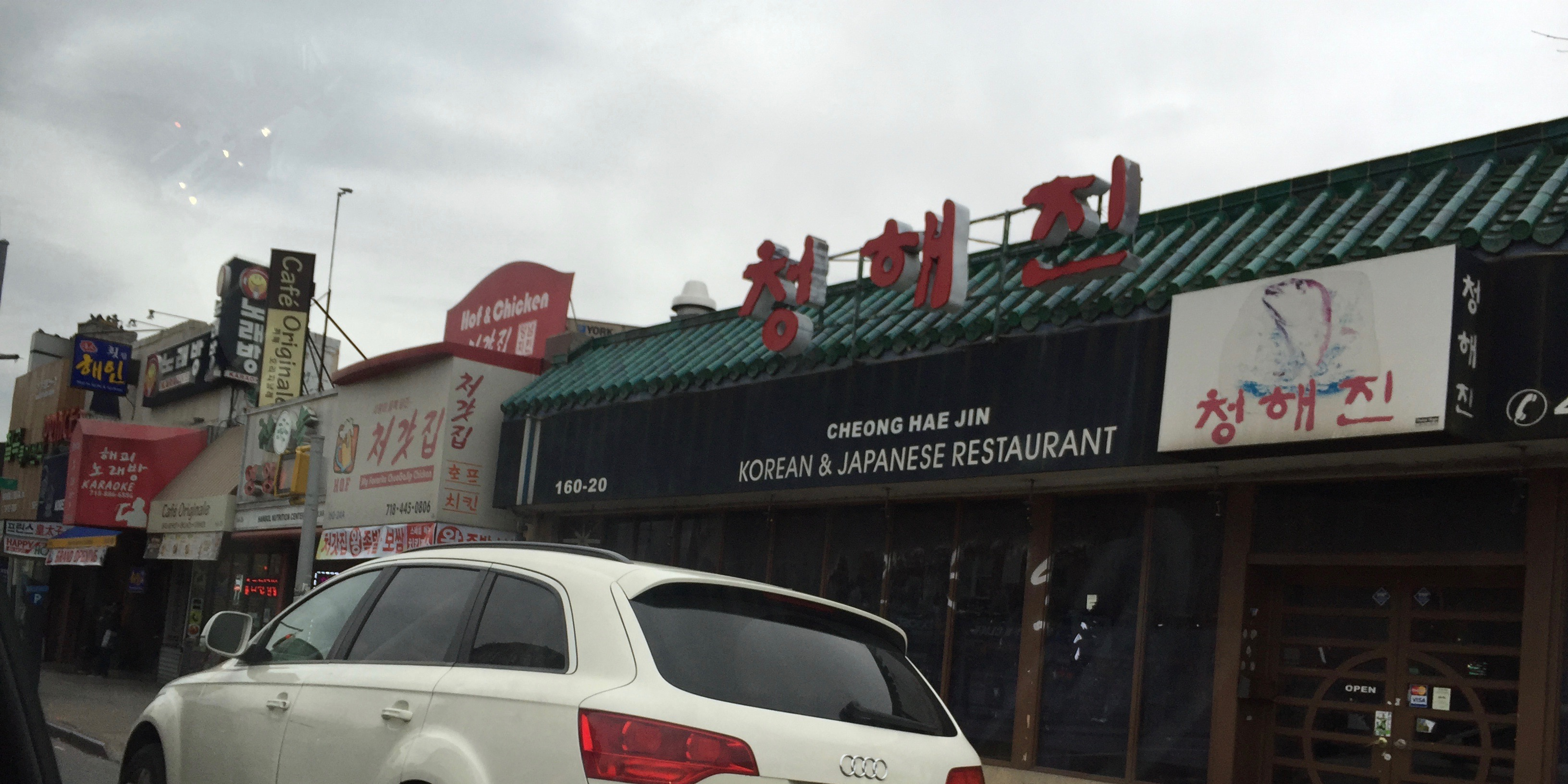
法拉盛北方大道长岛韩国街

韩国街从法拉盛出发，向东沿默里山、贝赛、道格拉斯顿和小颈到拿骚县。据2010年美国人口普查，皇后区韩裔人口为64,107人。

#### 历史
二十世纪八十年代，一波韩国移民在法拉盛持续落脚，许多人是医疗卫生行业人士、学习某专业或要创业的留学生。他们在35街和41街之间的联合大道上立足，主要开餐馆、卡拉OK酒吧、杂货店、教育培训和书店、银行、办公室、消费电子产品、服装店及其它商业。
随着社区致富、人口增长、地位提升，韩裔开始沿北方大道向东扩张，在皇后区不拥挤的富裕地段购房，近而进入临近的拿骚县，并随之把生意带来过去，拓展了韩国街。之所以向东发展是因为西边已经被缅街法拉盛華埠占据了。
据2010年美国人口普查，皇后区韩裔人口为64,107人， 就韩裔美国人每平方英里密度至少500人来说，此地是美国之最。自2000年普查以来，拿骚县韩裔人口在过去十年间增加近三分之二，至14,000人。长岛韩国街与博根县、新泽西和曼哈顿韩国街一道在纽约都会区收纳了218,764位韩裔美国人，成为韩国以外第二大韩裔聚居区。大韩航空和韩亚航空为从首尔至约翰·肯尼迪国际机场提供不经停航班。

#### 文化
《韩国时报》是韩国首尔报纸，在长岛韩国街颇具影响力。
长岛韩国街餐馆众多，颇具传统和地方风格。这导致美国Meokjagolmok或韩式食街沿长岛铁路出现，途径默里山站，颇具首尔风格。
朝鲜语和英语在当地通行。许多招牌广告是用朝鲜语书写，独具特色。
韩国街现已推出各种社会服务以方便新移民。

### 其他

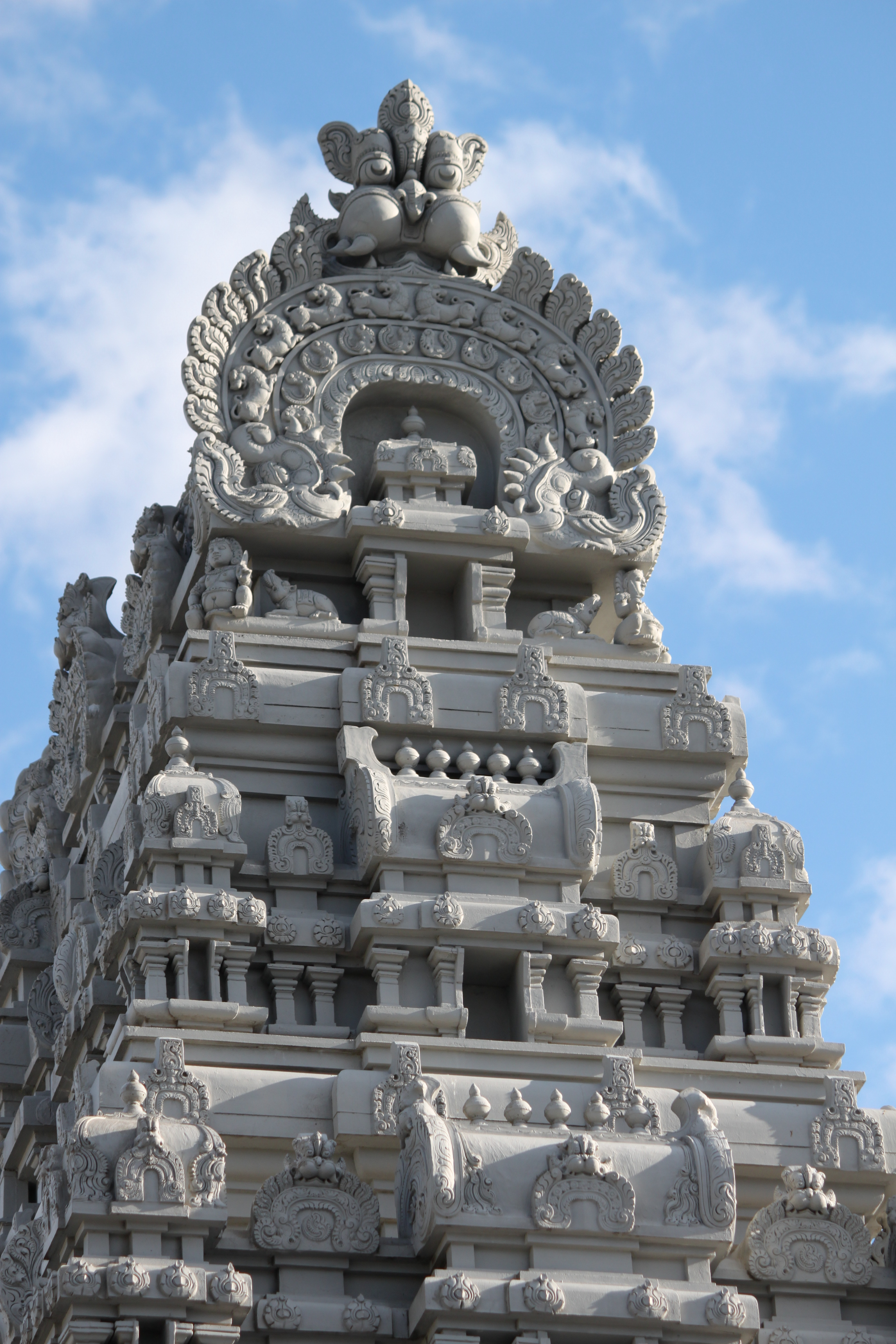
印度神庙

法拉盛东部和法拉盛下城一样有不少华裔。但那里也有不少爱尔兰裔、希腊裔、俄裔和意大利裔社区，以及印度裔、斯里兰卡裔、马来西亚裔和拉美裔，其中拉美裔多为哥伦比亚裔和萨尔多瓦裔。该地区比法拉盛下城多样性更明显，这是因为各族裔平均分配，彼此生意往来，而下城被华裔占据主流，夹杂了韩裔生意。
靠近贝赛的法拉盛东北部主要是意大利和希腊裔社区，有不少意大利和希腊面包坊、杂货铺和餐馆。西北部混杂了犹太裔、希腊裔和意大利裔。法拉盛中心族裔大多是白人、拉美人和亚裔。
富兰克林大道以南多为印度、巴基斯坦、阿富汗和孟加拉市场。早在七十年代，富兰克林大道以南就聚集了大量南亚生意，是北美最早的小印度。北美印度神庙协会（梵语: श्री महावल्लभ गणपति देवस्थानम्, 泰米尔语: ஸ்ரீ மகா வல்லப கணபதி தேவஸ்தானம்）位于法拉盛45-57邦恩街，在美国是个非常传统的印度神庙。

## 名胜
法拉盛的历史市政廳位于北方大道靠近缅街，现在用于音乐厅和文化中心。其它纽约市列为古迹的建筑有江邦故居、金士兰庄园、法拉盛高中、黑人发明家路易斯·拉蒂默（Lewis Latimer）的住宅、雷电华剧院、和1964年世界博览会的象征地球仪。江邦故居北边的一棵山毛榉树种于1847年也曾经是纽约市古迹，但是此树在1998年死了，死于151岁。现在新的一棵树开始发芽。
许多名人之前也在法拉盛出生或长大，里根总统的夫人、女演员南希·里根在1921年出生于法拉盛。

### 宗教敬拜

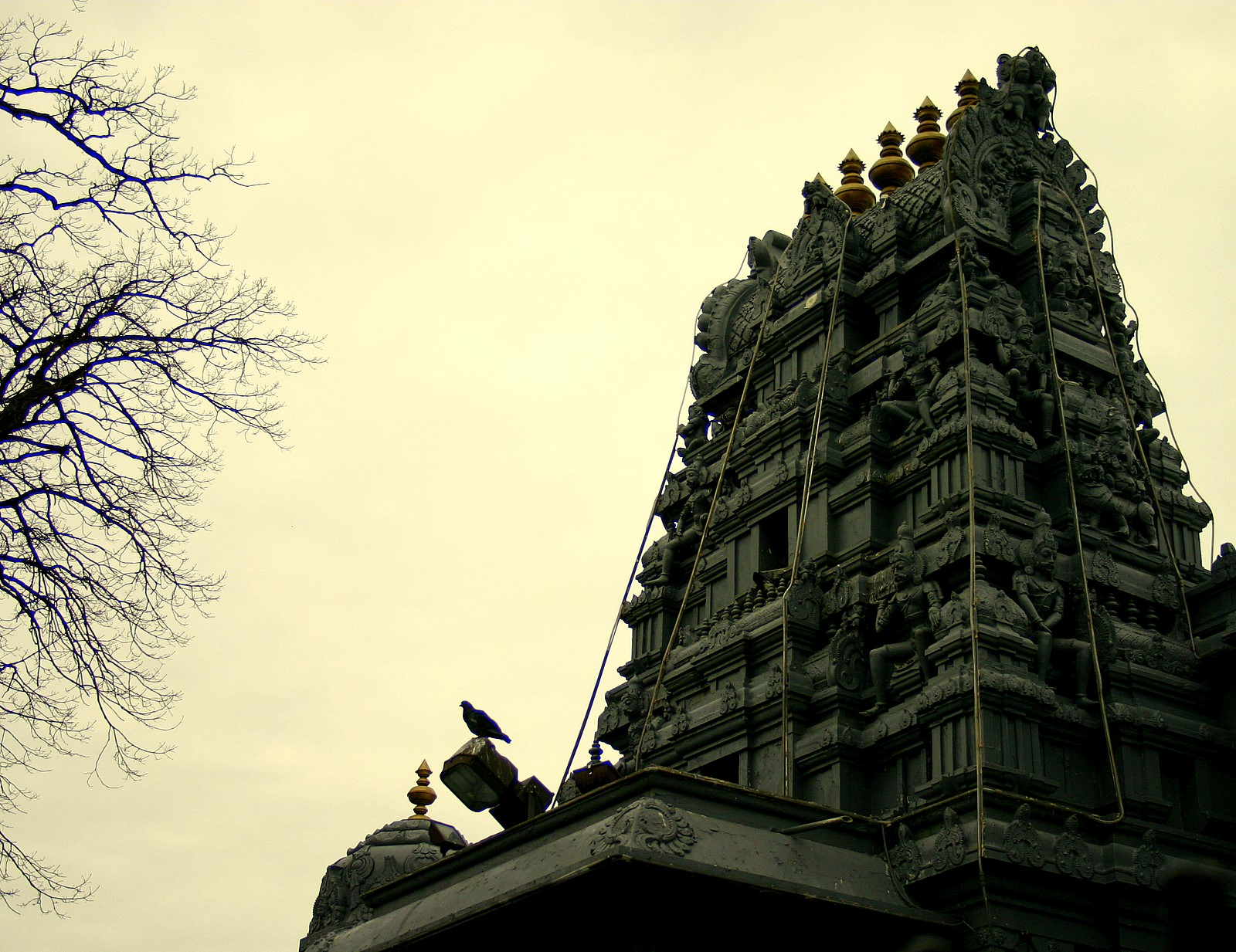
北美最老的印度神庙

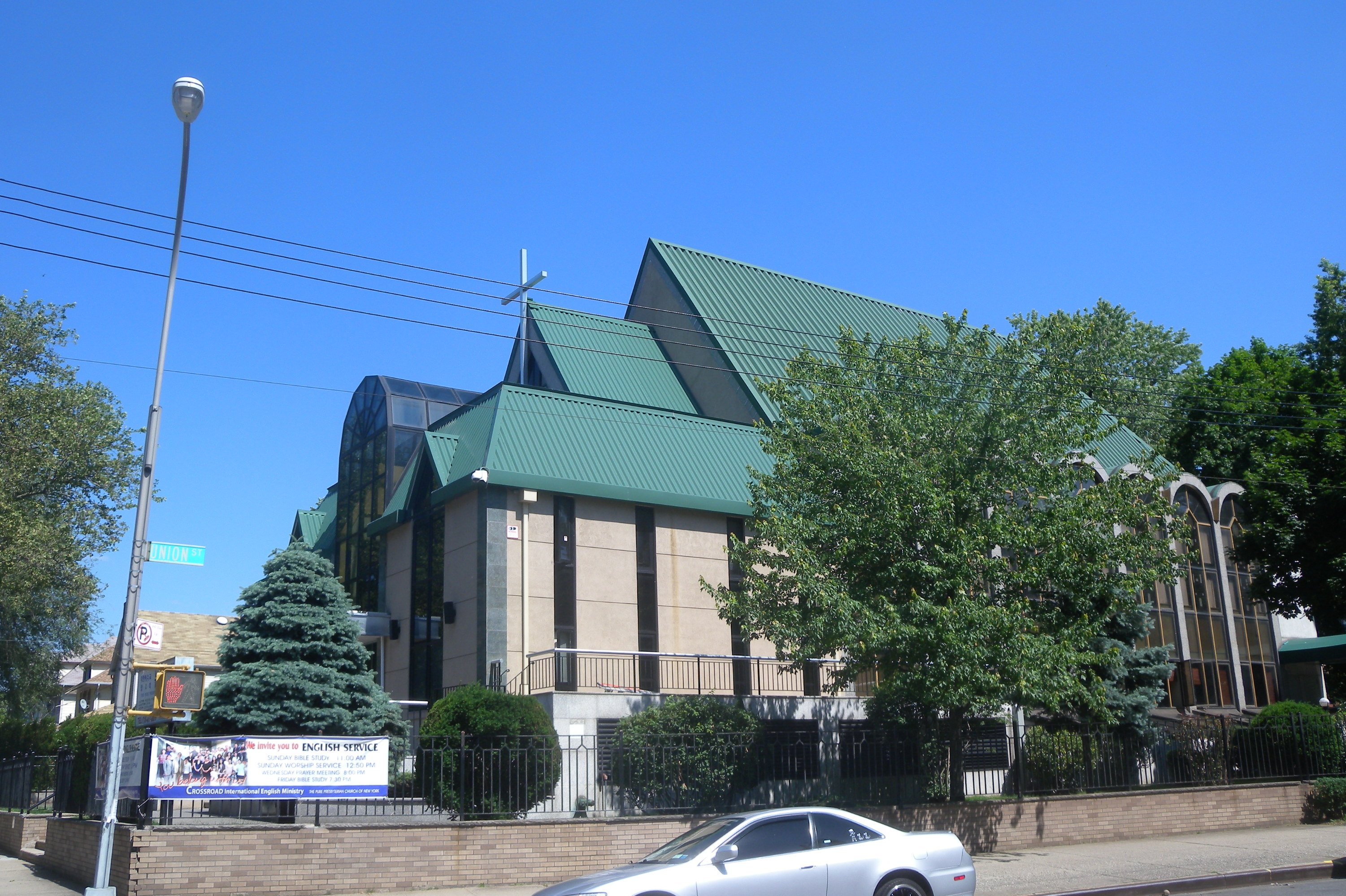
长老会教堂

法拉盛是美国宗教多样性之最。今天，法拉盛有各色敬拜庙宇，从1694年建的历史性法拉盛贵格会议屋、一位论信普救说会、1854年建的圣乔治教堂、犹太教堂、天主教堂、希腊东正教堂、印度神庙、穆斯林中心、佛寺和道观等
“在仅有2.5平方英里（合6.3平方公里）的小城市社区有超过200个敬拜场所。”纽约宾汉顿大学访问历史学副教授、哈佛大学多元项目助理R·斯柯特·汉森称：“法拉盛是美国宗教多元化的榜样。”
1657年，当法拉盛仍被荷兰占领时，爱德华·哈特和三十平民抗议新阿姆斯特丹总督彼得·史岱文森对贵格教会的禁令。当法拉盛抗议书被签订时，法拉盛成为了美国宗教自由文化的起源地之一。北美最大的一个印度教寺庙部属于法拉盛。

### 地标、博物馆和文化中心
纽约市在法拉盛草原可乐娜公园举行了两次世界博览会，分别为1939至1940年和1964至1965年。1939年的世博会展示了广播电视，当时播放了罗斯福总统的演说。1940年7月4日，两位纽约市警察在英国展览馆里检查可疑包裹时被包裹里炸弹炸死。1940年代，联合国总部大楼完工之前，纽约市展览馆是联合国首脑会议的地方。1947年以色列成立的投票是在此主办的。现在纽约市展览馆被皇后区艺术博物馆使用。1964年的世博会展示了福特野马车。公园里的地球仪也就是为此博览会建立的。天主教教皇保罗六世参观了此博览会，他也是首次访美的天主教教皇。在他行程期间，教廷在博览会展示了米开朗基罗的著名作品《Pietà》。之后此展览场地被纪念碑所纪念。
世界博览会剩下的其它景点包括皇后区艺术博物馆、纽约科学馆和皇后区动物园。皇后区艺术博物馆保存一套纽约市1960年代建筑的缩尺模型。除了博览会的地球仪，公园里也有许多其他的博览会展示的雕刻。两颗显示二十世纪中期生活的时间囊被埋在了博览会公园的地底下，为了五千年后打开。网球场则是1964年世界博览会留下来的建筑。

### 公园
法拉盛所有公共公园和游乐场都归纽约市公园和娱乐管理局监管。皇后区管理局位于Kew Gardens森林公园附近。
- 法拉盛草原可乐娜公园为占地1,255-英畝（5.08-平方）的公园，在皇后区为首。此地主办了两次世界博览会。由此，公园基础设施迎合了世博会要求。附近的花旗球场是大联盟纽约大都会棒球队主场，替代老旧的谢亚球场。比莉·珍·金网球中心则是美国网球公开赛主场，每年夏天开赛。2008年，新的游泳馆在公园开放。[68]
- 凯辛娜公园（Kissena Park）占地234-英畝（0.95-平方），以湖为中心。
- 皇后植物园（Queens Botanical Garden）占地39-英畝（0.16-平方），为法拉盛草原可乐娜公园上半部分。从1939年世界博览会开放后一直营业，免费让游客进出。植物园保持着法拉盛地区苗圃时期的园艺传统。
- 凯辛娜走廊公园（Kissena Corridor Park）占地100.873-英畝（0.40822-平方），连接两个独立走廊和法拉盛草原可乐娜公园。有棒球场和蕾切尔·卡森娱乐场。
- 邦恩公园占地11-英畝（45,000-平方），在纽约市前市长沃尔特·邦恩故居上建立。
- Flushing Fields占地10-英畝（40,000-平方），是法拉盛高中运动场。

## 教育

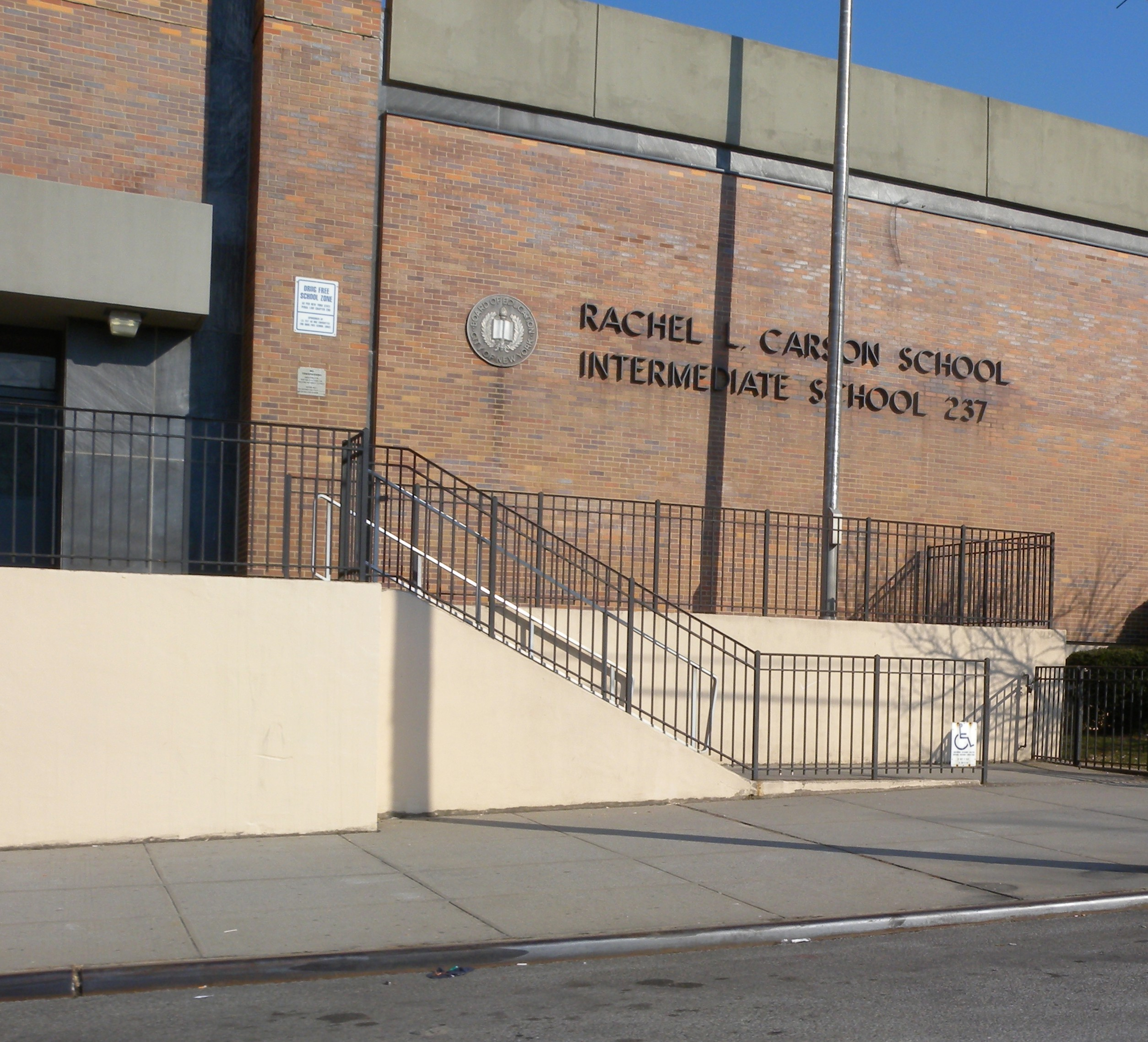
IS 237

法拉盛公立学校由纽约市教育局25区管理。众多小学和初中是就近入学。

### 公立院校
公立中小学包括：江邦小学P.S. 20、P.S. 107、P.S. 21 爱德华·哈特小学 （页面存档备份，存于）、托马斯·杰佛逊小学P.S. 22、安德鲁·杰克逊小学P.S. 24、卡德瓦拉德·戈登小学P.S. 214、P.S. 32, 阿德里安·布洛克初中I.S. 25、丹尼尔·卡尔·比尔德初中JHS 189，和爱德华·布勒克尔初中JHS 185 （页面存档备份，存于）.
六所高中为：
- 江邦高中
- 东西国际学校
- 罗伯特·F·肯尼迪社区高中
- 汤森·哈里斯高中，该校为选拔制，曾在《美国新闻与世界报道》上名列全美最佳高中榜。
- 法拉盛国际高中（The Flushing International HS）
- 法拉盛高中，该校为纽约市最古老的高中，建立于1912至1915年，为独特的哥特复兴建筑。1991年被纽约市政府列为古迹。[72]

#### I.S. 237
1971年，艺术特色学校I.S. 237建校，或称蕾切尔·卡森初中237（Rachel Carson Intermediate School 237），位于法拉盛46-21 Colden Street。学校有6、7和8年级。学校得名于科学家、《寂静的春天》的作者蕾切尔·卡森。每年6月，8年级学生会去宾夕法尼亚州波可诺山旅游。1999年，学校获得蕾切尔·卡森娱乐场所有权，就在学校对面。Judith Friedman为校长，全校学生超过1200人。自2006年，学校为新校舍腾出地方，第四层改建为东西国际学校。

#### 东西国际学校
2006年9月，东西国际学校（The East-West School of International Studies，Public School Q281）在I.S. 237内建立，该校为6-12年级，专注亚洲文化课程。学校由纽约市教育局管理，Ben Sherman任校长，每班平均学生人数为25人，2006-07年间师生比例为14.9:1。由于该校与I.S. 237公用校舍，教育局想要为学校找个新址，包括附近的家得宝。
学校帮助高中生通过Regents考试获得文凭，教授国语、日语或韩语。学校也提供各类活动和俱乐部等。

### 私立院校
私立高中包括：
- 莫洛依主教高中（Archbishop Molloy HS）
- 圣十字高中（Holy Cross HS），圣十字高中在当地中学里篮球和美式足球较强。

1980年12月22日，纽约日本人学校从皇后区牙买加庄园搬到法拉盛附近的新鲜草原。1991年，学校搬到威斯特徹斯特县扬克斯，1992年搬到康涅狄格州格林尼治。

### 高等教育

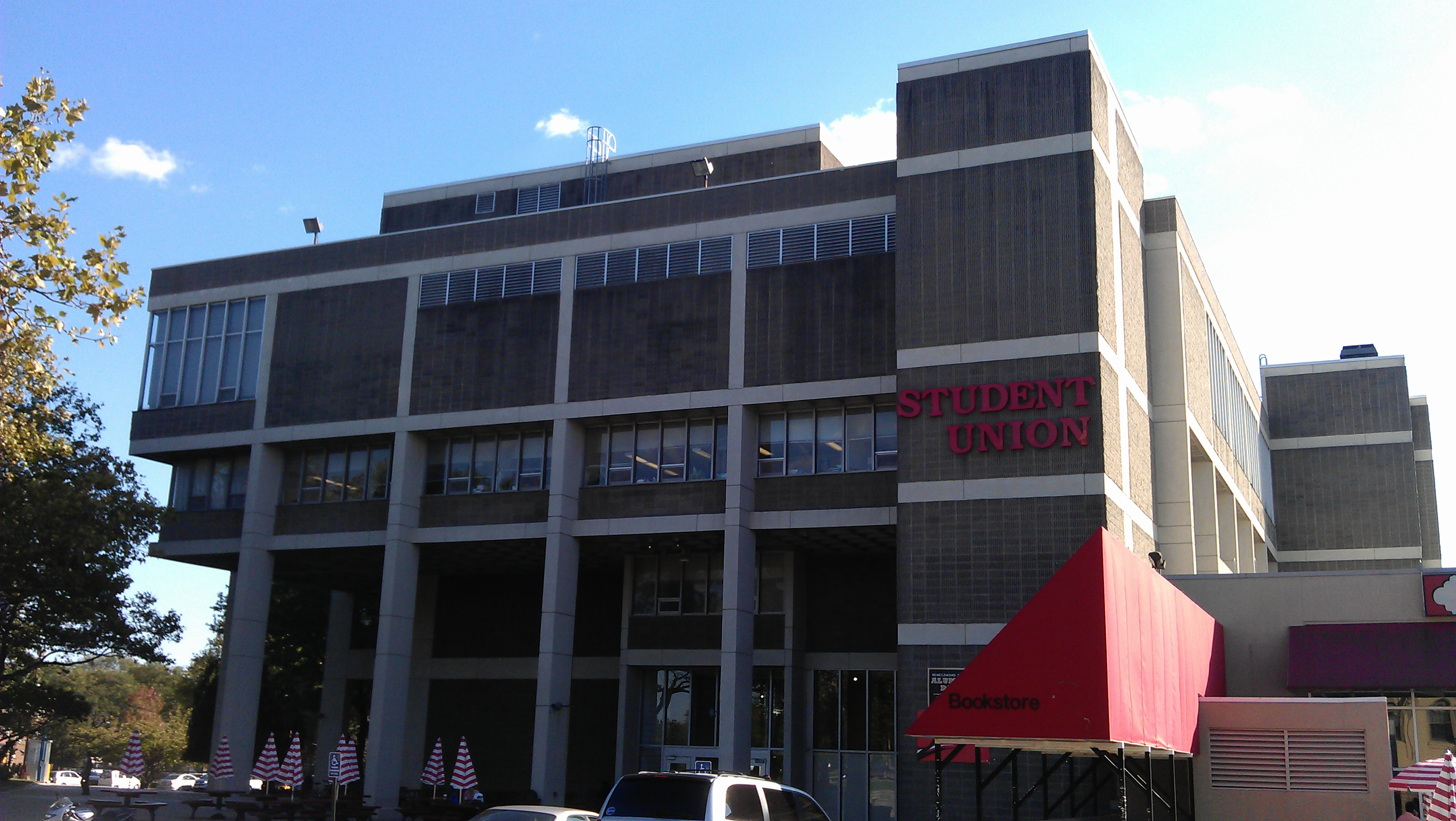
皇后大学学生会大楼

皇后学院成立于1937年，是纽约市立大学中的一个本科大学。由于地址较近的缘故常被误认为在法拉盛，实际位于长岛高速另一侧的Kew Gardens Hills社区里。纽约市立大学法学院成立于1983年，临近皇后学院，地址为65-21 Main Street, Kew Gardens Hills。2012年秋，学校搬至长岛市。法学院在缅街开设律师事务所。

### 图书馆

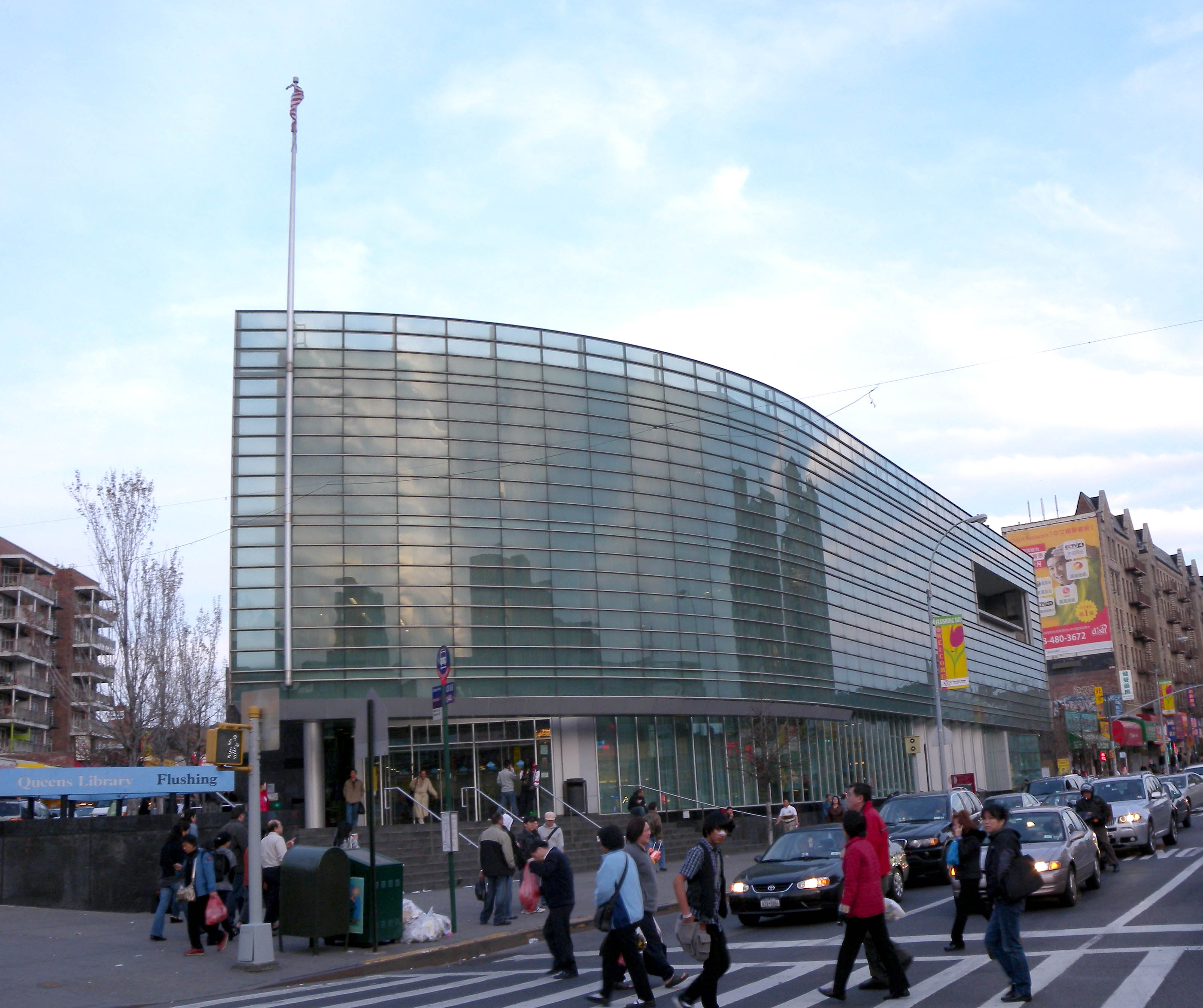
皇后區圖書館法拉盛分馆

1858年，皇后区在法拉盛建立了第一座图书馆。目前，法拉盛内有8个分馆。缅街和凯辛娜大道交汇处的分馆最大，为全国流通量之最。图书馆经常主持公共活动。现在图书馆的建筑是由波尔斯克伙伴建筑师事务所（Polshek Partnership Architects）。这是此图书馆的第四次重建。最初的图书馆由十九世纪末美国钢铁巨头安德鲁·卡內基捐献修筑。

## 医院
纽约皇后医院（New York Hospital Queens，或Booth Memorial Hospital）为纽约长老会医疗系统成员，是法拉盛及周边地区的主要医疗中心，提供全面医疗服务。法拉盛医学中心（Flushing Hospital Medical Center）和各种小诊所同样对居民服务。法拉盛华埠也有不少传统中医药诊所出现。

## 交通

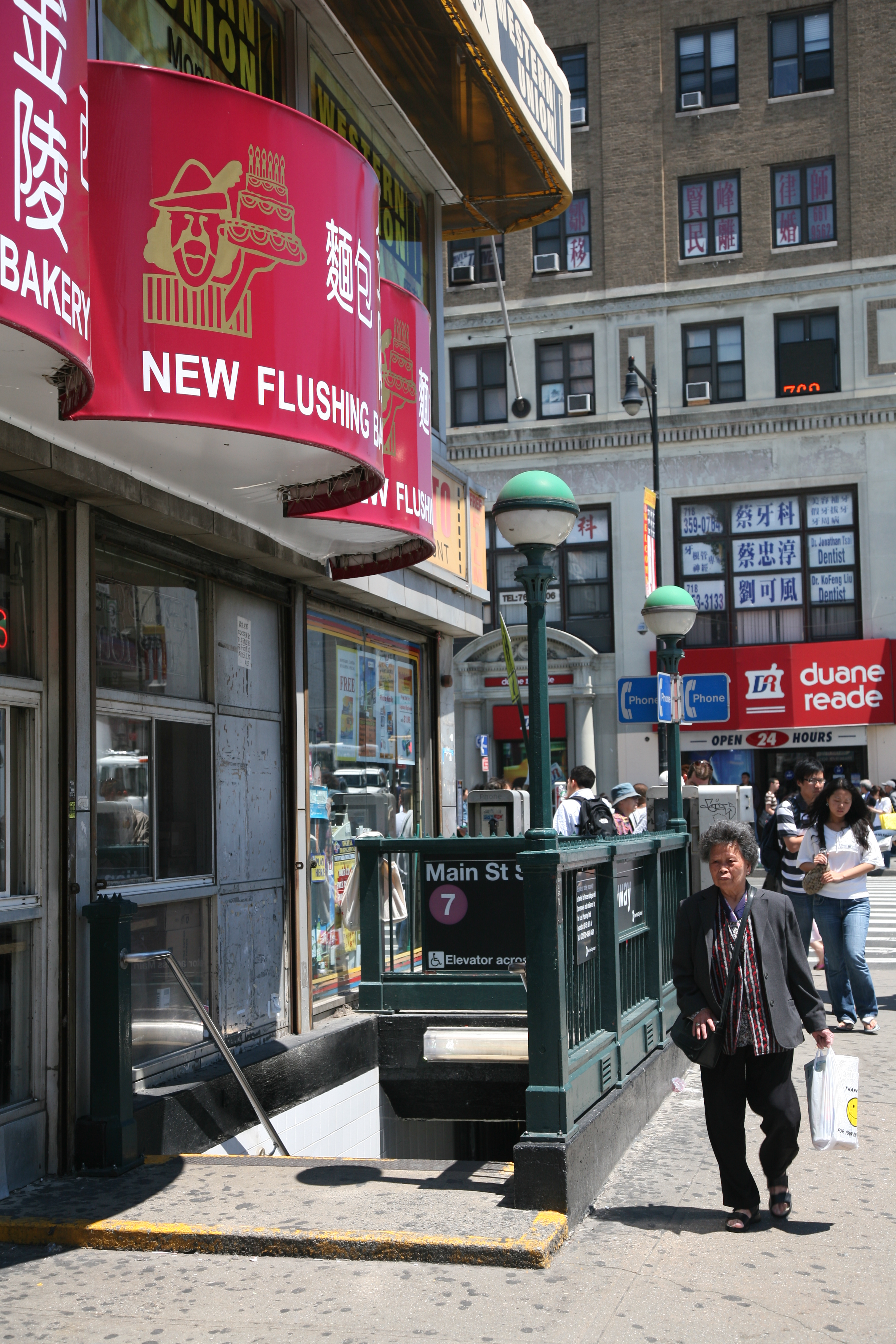
7号地铁法拉盛-緬街站是纽约市最繁忙的枢纽之一，左边为面包店。

法拉盛擁有許多新住宅及商業建築，並發展蓬勃，展現很多具創意的建築設計。橫貫法拉盛的主要街道包括：緬街（Main Street）、羅斯福大道（Roosevelt Avenue）、北方大道（Northern Boulevard）、王子街（Prince Street）、联合大道（Union Turnpike）、帕森大道（Parsons Boulevard）、凱辛娜大道（Kissena Boulevard），以及164街（164th Street）。
法拉盛商业区是皇后区北部的一个重要的交通中心，公共交通非常便利，法拉盛-緬街車站有纽约市地铁的7号线快慢车；长岛铁路华盛顿港线则设有大都會-威利斯角、法拉盛-緬街、梅利山、宽街等车站，直达纽约宾夕法尼亚车站和麦迪逊大中央车站。拉瓜迪亚机场到法拉盛只需十几分钟的车程。678號州際公路、495號州際公路和大中央快速路都从法拉盛附近经过。
纽约大都会运输署（MTA）的Q12、 Q13、 Q15、 Q15A、 Q16、 Q17、 Q19、 Q20A、 Q20B、 Q25、 Q26、 Q27、 Q28、 Q34、 Q44 SBS、 Q48、 Q50、 Q58、 Q65、Q66途径法拉盛，拿骚县的n20G终点站也在法拉盛。其中，Q48路连接拉瓜迪亚机场和法拉盛，每20分钟一班，车程约半小时；Q20A、Q20B、Q44SBS是MTA运营的高频发车的快速公交，连接法拉盛和牙买加站。在牙买加转乘肯尼迪机场捷运可抵达JFK机场各航站楼。

## 经济

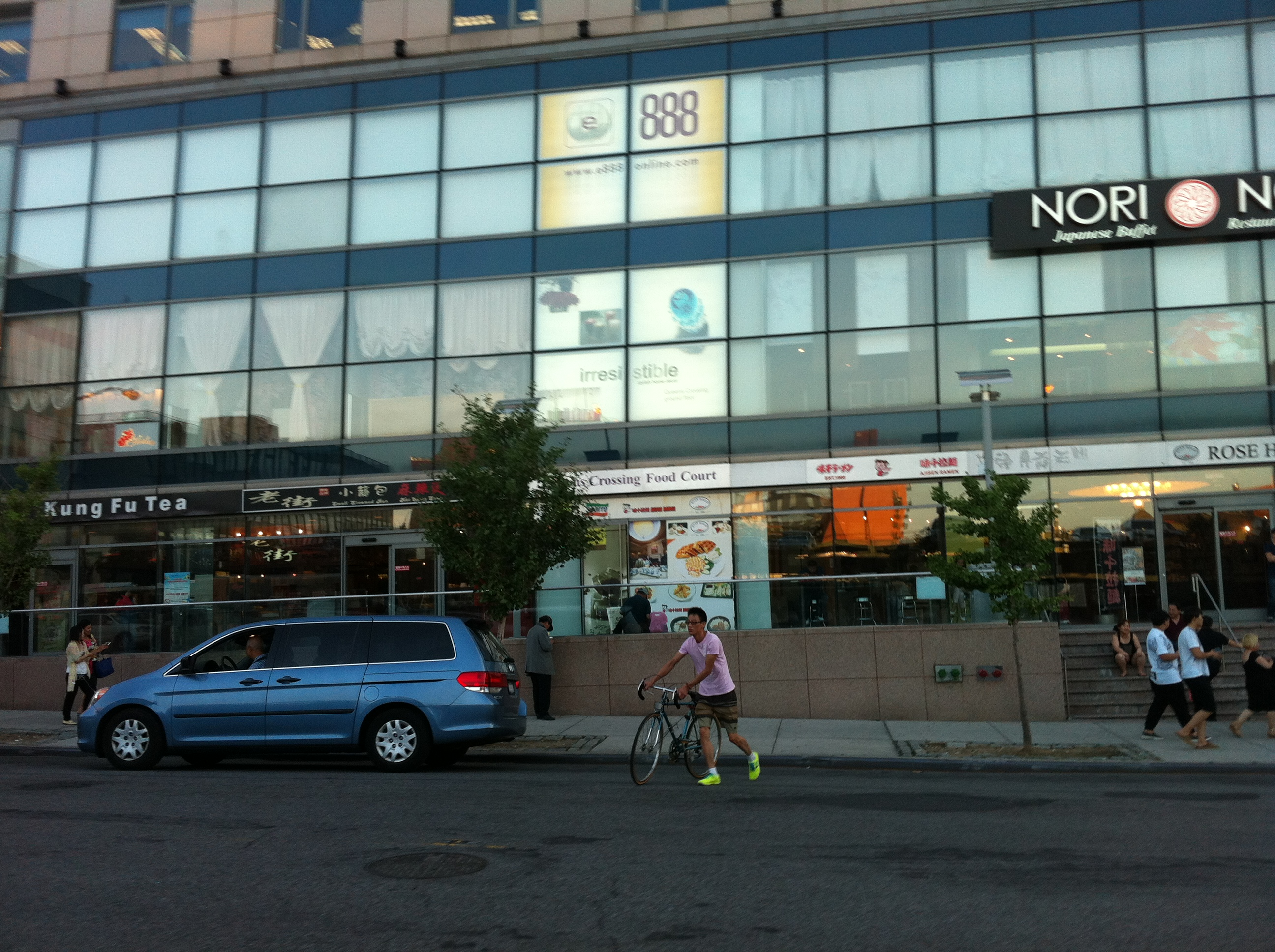
飞跃皇后购物中心

缅街和罗斯福大道交叉口地区是所谓的亚裔商业区。此交叉口包括新世界购物中心和一家梅西百货店。
法拉盛华人的地标性建筑物新世界商城和飞越皇后购物中心。
新世界商城是集超市、購物、娛樂、餐食於一體的东岸华裔最大的綜合性商城，位於法拉盛中心地段（緬街興羅斯福大道交口）交通極為方便，7號地鐵的進出站口就設在商場的兩邊，多條公路車段路經在此設站。商場總面積27萬尺，共六層，地上三層地下三層。裝修華麗高雅，風格現代。 一樓：新世界超市：地尺45000尺，是法拉盛社區最大的超市。新鮮的蔬菜水果、游水海鮮、肉食米面、燕翅乾品、生活百貨，應有盡有。 二樓：新世界購物中心：58個名牌商鋪，匯集時尚潮流。 L層：新世界美食廣場：33個店面，500多個餐位，荟萃中西美食。 商場地下二層、三層：大型停車場，300多個車位。
法拉盛含有许多合价的异族风味餐馆。新世界购物中心的美食城号称东岸亚裔最好的美食城，几乎汇集所有华裔（也包括日韩美食）美食，周边地区甚至波士顿地区，都有大量华人到纽约法拉盛新世界美食城来品尝美食。中国菜烹调可以在王子街附近找到。韓國料理可以在北方大道上找到。大学点大道上有一些拉丁美洲的餐馆。
美国华裔创设的第一证券总部亦设立于法拉盛。

## 政治
法拉盛政治势力看起来突飞猛进，许多法拉盛来的亚裔成为纽约市政成员。台湾裔刘醇逸参选为纽约市第20区议员，代表包括法拉盛和北部皇后区社区，并于2009年11月担任纽约市审计官。同时，上海裔顧雅明接替了刘醇逸在市议会的职位。此外，来自法拉盛的纽约州众议员孟昭文于2012年选入国会，成为密西西比以东第一位亚裔美国众议员。

## 治安
法拉盛的犯罪率从1990年来下降了很多，同步与纽约全市的犯罪率。最近几年，法拉盛见到了少数的街头暴力，包括帮派有关的刺伤和射击。2000年，缅街上的温蒂快餐店里5名职工被凶手射死。
由于社区里的MS-13帮派与纽约市其他帮派（血帮與瘸帮）的竞争对社区里造成了许多问题。2006年圣诞前夕，一名15岁的男孩在他家门口被枪杀。2007年5月19日，在邦恩街上一名21岁的男子被枪杀。两次枪杀都被怀疑与MS-13有关。
進入2010年代後，法拉盛接連發生華人遇襲身亡事件，治安程度再次引起全球華人關注。2010年5月20日來自黑龍江省牡丹江市的留學生姚宇被墨西哥裔男子Carlos S.Cruz強姦并用鐵棍襲擊腦部，導致前者被醫院證實腦死亡，而事發時法拉盛周邊的目擊者未有一人出手援助或是報警，令人嘆惜。
社区裡也有不少的亚裔帮派。

## 奇事
- 凱辛娜（Kissena）是凱辛娜公园里的湖泊之名。当时的园艺家Samuel Parsons（英语：Samuel Parsons）命名此名。名字来源于印第安语言里的奥吉布瓦语，意思是“冷水”。现在，法拉盛地区的很多地名都被称为凱辛娜。[94]
- 据说摇滚乐团Kiss合唱团的名字是1973年他们在皇后区演出后，按照名称凱辛娜（Kissena）所起名的。
- 现在凱辛娜公园的狭窄段落是原用于铁路地役权的土地。